# Плеханов, Андрей Филиппович
Андрей Филиппович Плеханов (15 августа 1918 — 21 июня 1986) — заместитель командира эскадрильи 73-го гвардейского истребительного авиационного полка 6-й гвардейской истребительной авиационной дивизии 5-й воздушной армии, участник Великой Отечественной войны, Герой Советского Союза.

## Биография
Родился 15 августа 1918 года в селе Покурлее (ныне — Вольского района Саратовской области).
В Красной Армии с 1939 года по 1948 год. Участник Великой Отечественной войны на Южном, Сталинградском, 4-м, 1-м и 2-м Украинских фронтах. Сначала воевал в составе смешанного авиаполка, где выполнил 215 ночных боевых вылетов на ночном бомбардировщике У-2 и 20 вылетов на разведку на самолёте И-153. В конце 1942 года был переведён в истребительную авиацию. 
Звание Героя Советского Союза с вручением ордена Ленина и медали «Золотая Звезда» Плеханову Андрею Филипповичу присвоено 15 мая 1946 года за 596 успешных боевых вылетов, 15 лично сбитых, 1 сбитый в группе и 8 подбитых самолётов противника и проявленные при этом доблесть и мужество.

## Награды
- Медаль «Золотая Звезда» (СССР)|Медаль «Золотая Звезда»
- Орден Ленина
- Три ордена Красного Знамени
- Орден Александра Невского
- Три ордена Отечественной войны 1-й степени
- Медали, в том числе:
- медаль «За оборону Сталинграда»
- медаль «За взятие Будапешта»
- медаль «За взятие Вены»